# Satoshi Tajiri
Satoshi Tajiri (田尻智,Tajiri Satoshi, nascut el 28 d'agost del 1965) és un dissenyador de videojocs japonès i creador de Pocket Monsters, més conegut com a Pokémon.
Quan era nen, en Satoshi vivia en un barri de Tòquio i li agradava col·leccionar bestioles, i atrapar-los en basses, camps i boscos, constantment observant noves bestioles i proposant maneres noves d'atreure bestioles com escarabats. Ell se sentia atret per les bestioles, de fet, els seus amics el solien anomenar «Dr. Bestiola». Ha estat descrit oficialment per Nintendo com extremadament creatiu però «reclusiu» i «excèntric».
Tot i els forts rumors, Satoshi Tajiri no pateix un trastorn de l'espectre autista. Diversos mitjans van difondre aquesta afirmació després de l'èxit del joc Pokémon, però el 2022 l'estudi Game Freak, dirigit per Tajiri, va desmentir aquesta especulació. Sembla que la font d'aquests rumors es remunta a una biografia escrita per Lori Mortensen el 2009, que es va basar en un perfil fals de Tajiri a MySpace.